# Robert Hartberg
Robert Hartberg (* 26. November 1870 als Robert Ehrenstein in Skalitz, Österreich-Ungarn; † 24. Januar 1932 in Berlin) war ein überwiegend in Deutschland aktiver ungarischer Schauspieler bei Bühne und Film.

## Leben und Wirken
Robert Ehrenstein wurde im Herbst 1870 als Sohn des Juden Samuel Ehrenstein und seiner Gattin Ernestine Ehrenstein, geborene Kulka, in einer Kleinstadt im äußersten Nordwesten der heutigen Slowakei geboren. Nach seiner künstlerischen Ausbildung trat Robert Ehrenstein unter dem Pseudonym Hartberg im Jahre 1896 sein erstes nachweisbares Festengagement am Friedrich-Wilhelmstädtischen Theater in Berlin an. Auch in der Folgespielzeit wirkte er an dieser Stätte, nahm aber am Alexanderplatz-Theater ein Zweitengagement an. Für die Spielzeit 1898/99 holte ihn das Stettiner Stadttheater zu sich, zur Jahrhundertwende schloss er sich der in Wien beheimateten Tourneebühne Adolf von Sonnenthals an und ging mit ihr auf Gastspielreise ins zaristische Russland. Gleich im Anschluss daran reiste der Künstler in die USA, um dort 1901/02 an den Vereinigten deutschen Theatern von Milwaukee aufzutreten. Das Rollenfach jener frühen Jahre Hartbergs war das des jugendlichen Helden und Liebhabers, das er mit einer derartigen Verve ausfüllte, dass er sich auch später „von ihm nie ganz trennen konnte ebenso wenig wie von jenem stilisierten Pathos, das er aus dem Wiener Burgtheater mitbekam“. Das führte bisweilen (vor allem in Österreich-Ungarn) zu schlechten Kritiken, die einem Verriss nahekamen.
Nach drei Jahren Amerika-Aufenthalt wieder in Deutschland, führte, nach einem Zwischenaufenthalt an Max Reinhardts Deutschem Theater Berlin, in der Spielzeit 1906/07 Robert Hartbergs erstes Festengagement an Berlins Trianon-Theater. 1909 schloss er sich erneut dem Ensemble des Deutschen Theaters an, dem er bis 1912 die Treue hielt. Anschließend ging er als gastierender Künstler auf mehrere Tourneen, ehe er im ersten Kriegsjahr 1914 einer Verpflichtung an das Stadttheater in Brünn nachkam. Hier blieb er bis in die 1920er Jahre hinein, Abstecher führten ihn auch nach Prag. Zuletzt war Hartberg nur noch als gastierender Künstler unterwegs. Die bedeutendsten Rollen in seiner Bühnenlaufbahn waren unter anderem der Theseus in Ein Sommernachtstraum, der Gratiano in Othello, der Solanio in Der Kaufmann von Venedig (alles von William Shakespeare) und der Mephisto in Goethes Faust. Hartbergs wenige Ausflüge vor die Kamera hinterließen kaum Spuren, in Erinnerung blieben vor allem seine gravitätischen Machtmenschen in den Historienbildern Lützows wilde verwegene Jagd (als Erzherzog Karl von Österreich) und 1914, die letzten Tage vor dem Weltbrand (als Legationsrat Graf Hoyos), beides Inszenierungen von Richard Oswald. In Fritz Langs M absolvierte Hartberg nur einen winzigen, namenlos gebliebenen Auftritt.
Hartberg starb 61-jährig zum Jahresbeginn 1932 an den Folgen einer Operation in Berlin. Anlässlich seines Todes konnte man im Deutschen Bühnen-Jahrbuch 1933 lesen: „Seine Erscheinung zeichnete sich immer durch eine besondere Eleganz aus“ und er hätte ein Wesen besessen, das „man am besten mit dem Begriff ‚Grundanständigkeit‘ charakterisieren kann. Ein braver und durch und durch empfindsamer Mensch“ sei mit ihm gegangen.

## Filme (komplett)
- 1925: Die rote Maus
- 1927: Lützows wilde verwegene Jagd
- 1930: 1914, die letzten Tage vor dem Weltbrand
- 1931: M